# سباستین کرافت
سباستین کرافت (انگلیسی: Sebastian Croft؛ زادهٔ ۱۶ دسامبر ۲۰۰۱) هنرپیشه اهل بریتانیا است. وی از سال ۲۰۰۷ میلادی تاکنون مشغول فعالیت بوده است.
او در فیلم واندرول بازی کرده است.